# Пескароло, Анри
Анри́-Жак Вильям Пескароло́ (фр. Henri-Jacques William Pescarolo, 25 сентября 1942 года, Париж) — французский автогонщик. Он принял участие в 64 Гран-при Формулы-1, дебютировав 22 сентября 1968 года. В Формулы-1 он заработал один подиум и набрал всего 12 очков. Лучше карьера у него сложилась  в гонках на выносливость. Является четырёхкратным победителем 24 часов Ле-Мана. Отличительной чертой от других у него был зелёный шлем и борода, частично закрывающая ожоги, которые Анри получил в аварии.

## Формула-1

### 1968-1970: Matra
В 1968 сезоне Анри Пескароло принял участие в трёх последних этапах: канадском, американском и мексиканском. В следующем году Анри принял участие в Гран-при Германии и занял там 5 место, но как гонщик Формулы-2.  B 1970 Пескароло участвовал во всех Гран-при, набрал 8 очков и занял 12 место.

### 1971-1973: Williams
Второй полный сезон Пескароло, 1971 года, прошёл не так удачно. Пилот набрал лишь 4 очка, а занял только 17 место. 1972 сезон был просто провальным - лишь пять гонок из двенадцати завершено, и ни одного очка. В 1973 Анри Пескароло принял участие только в трёх гонках, не набрав очков.

### 1974: Motul Team
На шасси Motul и в 1972-1973 ездил Пескароло - команду Williams. С 1974 Motul использовалось коллективом BRM. Этот сезон у Пескароло был неполным и провальным.

### 1976: Team Norev
Анри принял участие в девяти Гран-при (Монако, Франция, Великобритания, Германия, Австрия, Голландия, Италия, Канада, США).

## После Формулы-1
После ухода из Формулы-1, Пескароло создал свою команду которая выступала в серии Ле-Ман на выносливость и 24 часах Ле-Мана и впервые победил в 1972 на прототипе Matra, вместе с Грэмом Хилом. Его команда Pescarolo Sport, самое примечательным спонсорством команды является Sony PlayStation 2 и вышедшая на ней игра Gran Turismo 4. В течение пяти лет Пескароло использовал для своей команды прототипы Courage C60, было внесено столько изменений что Courage разрешила назвать прототип команде своим именем, поскольку разница между стандартным C60 и прототипом команды была громандная. В 2005 прототип был разработан с использованием гибридных технологий, перед сменой формата соревнований на LMP1/2. Поэтому неизвестно будет ли использовать команда новый Courage C70 в будущем.
Пескароло принадлежит рекорд в виде 33 стартов, а также он четыре раза победил в качестве пилота.  Его команда ещё ни разу не побеждала, но была очень близка к этому в 2005 с прототипом Pescarolo C60H.  Его команда также смогла выиграть чемпионат LMES в том же году. Его команда также заняла третье место в 2006 и третье в 2007 позади пары дизельных прототипов.
Анри Пескароло также очень желает научиться пилотировать вертолёт.

## Результаты выступлений в Формуле-1
| Легенда к таблице |                                                                    |
| --- | ------------------------------------------------------------------ |
| В таблице перечислены результаты всех Гран-при Формулы-1, в которых принимал участие гонщик. Строками таблицы являются сезоны, столбцами — этапы чемпионата мира. В каждой клетке указаны сокращённое название этапа и результат, дополнительно обозначенный цветом. Расшифровка обозначений и цветов представлена в нижеследующей таблице. |                                                                    |
| \| Пример \| Описание \| \| ------------ \| ------------------------------------------------------------------ \| \| 1 \| Победитель \| \| 2 \| Второе место \| \| 3 \| Третье место \| \| 5 \| Финишировал, заработав очки \| \| Сход \| Не финишировал, но при этом заработал очки \| \| 12 \| Финишировал, не получив очков \| \| НКЛ \| Финишировал, но не попал в финальную классификацию \| \| 15 \| Участвовал вне зачёта, либо по отдельной классификации \| \| 18 \| Не финишировал, но попал в финальную классификацию \| \| Сход \| Не финишировал \| \| НКВ \| Не прошёл квалификацию \| \| НПКВ \| Не прошёл предквалификацию \| \| ДСК \| Дисквалифицирован \| \| ИСК \| Исключён из протокола соревнований \| \| ТТ \| Заявлен для участия только в тренировках \| \| НС \| Участвовал в квалификации, но не стартовал в гонке \| \| Т \| Травмирован или болен \| \| ОТК \| Отказ от участия \| \| НТР \| Прибыл на соревнования, но на трассу не выезжал \| \| НПР \| Был заявлен в числе участников, но не прибыл к началу соревнований \| \| О \| Соревнования отменены \| \| \| Не участвовал \| \| Поул-позиция \| \| \| Быстрый круг \| \| |                                                                    |
| Пример | Описание                                                           |
| 1 | Победитель                                                         |
| 2 | Второе место                                                       |
| 3 | Третье место                                                       |
| 5 | Финишировал, заработав очки                                        |
| Сход | Не финишировал, но при этом заработал очки                         |
| 12 | Финишировал, не получив очков                                      |
| НКЛ | Финишировал, но не попал в финальную классификацию                 |
| 15 | Участвовал вне зачёта, либо по отдельной классификации             |
| 18 | Не финишировал, но попал в финальную классификацию                 |
| Сход | Не финишировал                                                     |
| НКВ | Не прошёл квалификацию                                             |
| НПКВ | Не прошёл предквалификацию                                         |
| ДСК | Дисквалифицирован                                                  |
| ИСК | Исключён из протокола соревнований                                 |
| ТТ | Заявлен для участия только в тренировках                           |
| НС | Участвовал в квалификации, но не стартовал в гонке                 |
| Т | Травмирован или болен                                              |
| ОТК | Отказ от участия                                                   |
| НТР | Прибыл на соревнования, но на трассу не выезжал                    |
| НПР | Был заявлен в числе участников, но не прибыл к началу соревнований |
| О | Соревнования отменены                                              |
| | Не участвовал                                                      |
| Поул-позиция |                                                                    |
| Быстрый круг |                                                                    |

| Год  | Команда                       | Шасси             | Двигатель           | 1      | 2        | 3      | 4        | 5        | 6        | 7        | 8        | 9        | 10       | 11       | 12     | 13       | 14     | 15      | 16  | Место | Очки |
| ---- | ----------------------------- | ----------------- | ------------------- | ------ | -------- | ------ | -------- | -------- | -------- | -------- | -------- | -------- | -------- | -------- | ------ | -------- | ------ | ------- | --- | ----- | ---- |
| 1968 | Matra Sports                  | Matra MS11        | Matra V12           | ЮАР    | ИСП      | МОН    | БЕЛ      | НИД      | ФРА      | ВЕЛ      | ГЕР      | ИТА      | КАН Сход | США НС   | МЕК 9  |          |        |         |     | НКЛ   | 0    |
| 1969 | Matra Sports                  | Matra MS7 (F2)    | Cosworth Straight-4 | ЮАР    | ИСП      | МОН    | НИД      | ФРА      | ВЕЛ      | ГЕР 5    | ИТА      | КАН      | США      | МЕК      |        |          |        |         |     | НКЛ   | 0    |
| 1970 | Equipe Matra Elf              | Matra-Simca MS120 | Matra V12           | ЮАР 7  | ИСП Сход | МОН 3  | БЕЛ 6    | НИД 8    | ФРА 5    | ВЕЛ Сход | ГЕР 6    | АВТ 14   | ИТА Сход | КАН 7    | США 8  | МЕК 9    |        |         |     | 12    | 8    |
| 1971 | Frank Williams Racing Cars    | March 701         | Cosworth V8         | ЮАР 11 |          |        |          |          |          |          |          |          |          |          |        |          |        |         |     | 17    | 4    |
| 1971 | Frank Williams Racing Cars    | March 711         | Cosworth V8         |        | ИСП Сход | МОН 8  | НИД НКЛ  | ФРА Сход | ВЕЛ 4    | ГЕР Сход | АВТ 6    | ИТА Сход | КАН НС   | США Сход |        |          |        |         |     | 17    | 4    |
| 1972 | Team Williams-Motul           | March 721         | Cosworth V8         | АРГ 8  | ЮАР 11   | ИСП 11 | МОН Сход | БЕЛ НКЛ  | ФРА НС   |          | ГЕР Сход | АВТ НС   | ИТА НКВ  | КАН 13   | США 14 |          |        |         |     | НКЛ   | 0    |
| 1972 | Team Williams-Motul           | Politoys FX3      | Cosworth V8         |        |          |        |          |          |          | ВЕЛ Сход |          |          |          |          |        |          |        |         |     | НКЛ   | 0    |
| 1973 | STP March Racing Team         | March 721G/731    | Cosworth V8         | АРГ    | БРА      | ЮАР    | ИСП 8    | БЕЛ      | МОН      | ШВЕ      |          |          |          |          |        |          |        |         |     | НКЛ   | 0    |
| 1973 | Frank Williams Racing Cars    | Iso-Marlboro IR   | Cosworth V8         |        |          |        |          |          |          |          | ФРА Сход | ВЕЛ      | НИД      | ГЕР 10   | АВТ    | ИТА      | КАН    | США     |     | НКЛ   | 0    |
| 1974 | Motul Team BRM                | BRM P160E         | BRM V12             | АРГ 9  | БРА 14   | ЮАР 18 | ИСП 12   | БЕЛ Сход | МОН Сход |          | НИД Сход |          |          |          |        |          |        |         |     | НКЛ   | 0    |
| 1974 | Motul Team BRM                | BRM P201          | BRM V12             |        |          |        |          |          |          | ШВЕ Сход |          | ФРА Сход | ВЕЛ Сход | ГЕР 10   | АВТ    | ИТА Сход | КАН    | США     |     | НКЛ   | 0    |
| 1976 | Team Norev / B&S Fabrications | Surtees TS19      | Cosworth V8         | БРА    | ЮАР      | СШЗ    | ИСП      | БЕЛ      | МОН НКВ  | ШВЕ      | ФРА Сход | ВЕЛ Сход | ГЕР НКВ  | АВТ 9    | НИД 11 | ИТА 17   | КАН 19 | США НКЛ | ЯПО | НКЛ   | 0    |

1. 1 2  Выступал на машине Формулы-2 вместе с основными пилотами, при распределении очков его результат не учитывался.

### Результаты выступлений в 24 часах Ле-Мана
| Год  | Автомобиль        | Результат |
| ---- | ----------------- | --------- |
| 1966 | Matra M620        | Сход      |
| 1967 | Matra-Simca MS630 | Сход      |
| 1968 | Matra-Simca MS630 | Сход      |
| 1969 | Matra-Simca MS630 | HC        |
| 1970 | Matra-Simca MS660 | Сход      |
| 1971 | Ferrari 512 F     | Сход      |
| 1972 | Matra-Simca MS670 | 1         |
| 1973 | Matra-Simca MS670 | 1         |
| 1974 | Matra-Simca MS670 | 1         |
| 1975 | Ligier LS2        | Сход      |
| 1976 | Inaltera          | 8         |
| 1977 | Porsche 936/77    | Сход      |
| 1978 | Porsche 936/78    | Сход      |
| 1979 | Rondeau M379      | 10        |
| 1980 | Rondeau M379      | Сход      |
| 1981 | Rondeau M379      | Сход      |
| 1982 | Rondeau M382      | Сход      |
| 1983 | Rondeau M482      | Сход      |
| 1984 | Porsche 956       | 1         |
| 1985 | Lancia LC2        | 7         |
| 1986 | Sauber C8         | Сход      |
| 1987 | Sauber C9         | Сход      |
| 1988 | Jaguar XJR-9 LM   | Сход      |
| 1989 | Porsche 962 C     | 6         |
| 1990 | Porsche 962 C     | 14        |
| 1991 | Porsche 962 C     | Сход      |
| 1992 | Courage C28LM     | 6         |
| 1993 | Porsche 962 C     | 9         |
| 1994 | Courage C32LM     | Сход      |
| 1995 | Courage C41       | Сход      |
| 1996 | Courage C36       | 7         |
| 1997 | Courage C36       | 7         |
| 1998 | Courage C36       | 16        |
| 1999 | Courage C50       | 9         |
| 2000 | Courage C52       | HC        |